# لجأة منقشة
لجأة مُنقشة (الاسم العلمي: Glyptemys)، جنس سلاحف من فصيلة سلاحف المياه العذبة. وتضم نوعان لجأة المستنقعات ولجأة الخشب، وكلاهما يستوطن أمريكا الشمالية. حتى عام 2001، كانت هذه اللجآت أعضاء في جنس كليمس، الذي يضم حاليًا عضوًا واحدًا، السلحفاة المرقطة.